# Dmitri Kokarev
Dmitri Nikolaïevitch Kokarev est un joueur d'échecs russe né le 18 février 1982 à Penza.
Au 1er octobre 2017, il est le 33e joueur russe et le 167e joueur mondial avec un classement Elo de 2 622 points. Il est également le 88e joueur mondial en parties rapides.

## Biographie et carrière
Grand maître international depuis 2007, Kokarev a remporté le championnat du monde des moins de 18 ans en 1999 et terminé deux fois à la première place ex æquo du mémorial Tchigorine à Saint-Pétersbourg (en 2013 et 2015).
En 2015, Kokarev remporta la coupe d'Europe des clubs d'échecs avec l'équipe du Siberia Novossibirsk.